# Carinascincus
Carinascincus — рід сцинкоподібних ящірок родини сцинкових (Scincidae). Представники цього роду є ендеміками Австралії.

## Види
Рід Carinascincus нараховує 8 видів:
- Carinascincus coventryi (Rawlinson, 1975)
- Carinascincus greeni (Rawlinson, 1975)
- Carinascincus metallicus (O'Shaughnessy, 1874)
- Carinascincus microlepidotus (O'Shaughnessy, 1874)
- Carinascincus ocellatus (Gray, 1845)
- Carinascincus orocryptus (Hutchinson, Schwaner & Medlock, 1988)
- Carinascincus palfreymani (Rawlinson, 1974)
- Carinascincus pretiosus (O'Shaughnessy, 1874)